# 12式地対艦誘導弾能力向上型

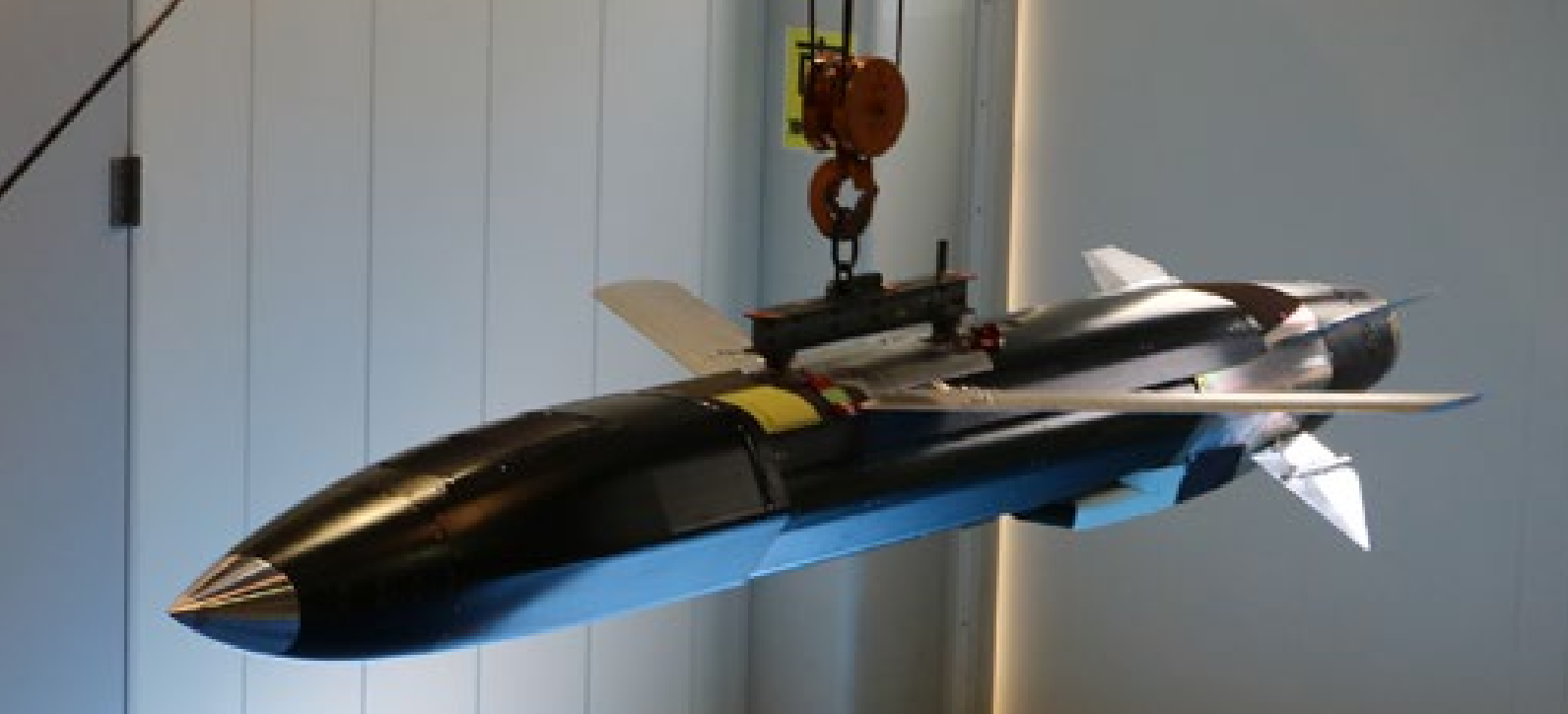
地上での様々な試験に耐えた12式地対艦誘導弾能力向上型（試作品）

12式地対艦誘導弾能力向上型（ひとにいしきちたいかんゆうどうだんのうりょくこうじょうがた）は、陸上自衛隊が装備する12式地対艦誘導弾をベースに開発中の新型ステルス巡航ミサイルである。自衛目的で敵のミサイル基地等を攻撃する反撃能力としても活用される。

## 開発に至る経緯
日本は、2018年（平成30年）12月18日に閣議決定された防衛計画の大綱（30大綱）および31中期防でスタンド・オフ・ミサイルの導入を決定、まずは外国製のミサイル（JSM・JASSM・LRASM）の整備を進めつつ国内での研究開発も推進する方針とした。しかしJSMは外国製機材の不足、またJASSMとLRASMについては搭載母機として予定されていたF-15Jの改修経費等の高騰のために、いずれも導入は計画通りに進んでいない状態であった。
これらの外国製スタンド・オフ・ミサイルの導入遅延のほか、イージス・アショアの配備中止といった問題に対処するため、2020年（令和2年）12月18日の閣議で「新たなミサイル防衛システムの整備等及びスタンド・オフ防衛能力の強化」が決定されたが、このなかに、多様なプラットフォームからの運用を前提とした12式地対艦誘導弾能力向上型の開発が盛り込まれた。2020年（令和2年）度の事前の事業評価では地上発射型の開発計画が盛り込まれ、開発期間は2021年（令和3年）度から2025年度、総事業費は約394億円の計画であった。
2021年（令和3年）度の事前の事業評価では、地上発射型に加えて艦上・空中発射型も盛り込まれており、開発期間は地上発射型が令和3年度から令和7年度、艦上発射型が2022年（令和4年）度から2026年度、空中発射型が2022年（令和4年）度から2028年度で、総事業費は約999億円の計画とされた。主契約者は三菱重工業。

## 設計
開発にあたってはASM-3、12式地対艦誘導弾（改）の開発成果や、島嶼防衛用新対艦誘導弾の要素技術の研究成果を活用するとした。達成すべき目標として、長射程化のための大型の展開主翼とジェットエンジンの作動領域拡大、RCS低減のための弾体形状のエッジ処理、人工衛星経由の対地上装置間データリンク搭載などが列挙されていた。
特に弾体形状と主翼の設計変更によって外見上の印象は一変し、80式空対艦誘導弾から12式地対艦誘導弾に至るまで踏襲されてきた円筒形の胴体とは大きく異なる外観となった。また射程も、既存の国産対艦ミサイルが200 km程度なのに対して、本ミサイルではまずはJASSM-ERやLRASMと同等の900 km程度、最終的にはトマホークに匹敵する1,500 kmを目指すとされている。この長射程を実現するため、従来用いられてきたターボジェットエンジンよりも燃料効率に優れたターボファンエンジンの採用が見込まれている。

2024年に航空装備研究所新島支所で行われた発射試験
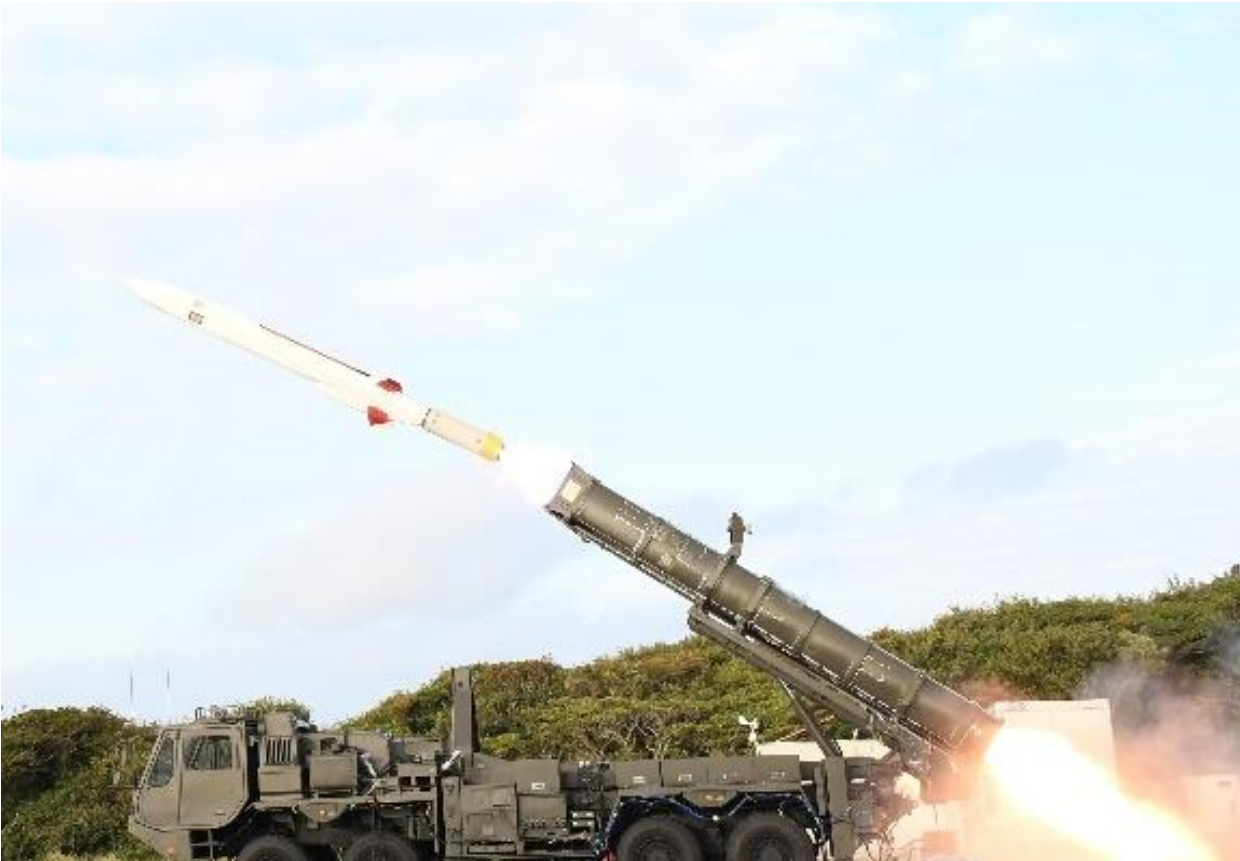
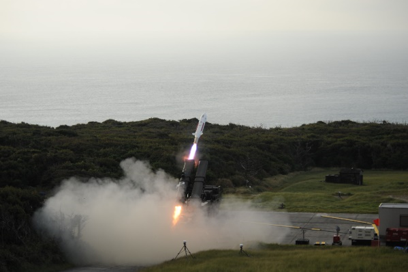
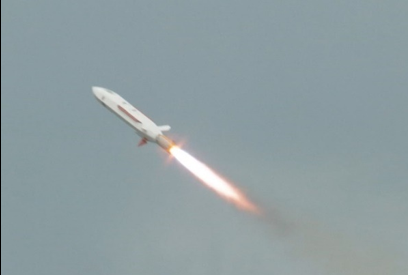
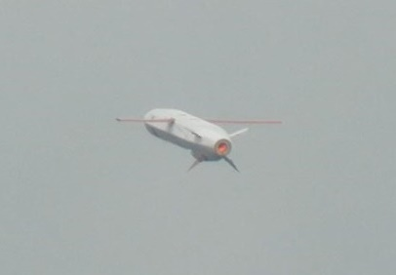

## 開発決定後の経過
2022年（令和4年）8月3日、日本政府が2026年度以降の量産・配備予定を2023年（令和5年）度以降に前倒しする方針を固めたと報じられた。量産・配備時期を前倒しするため開発完了を待たずに試作品段階で配備する予定である。
2022年（令和4年）8月21日、政府が当初の予定を2年早めて2024年（令和6年）度にも地発型の配備を開始する方針であり、長射程巡航ミサイルを1,000発以上保有することを検討していると報じられた。
2022年（令和4年）11月3日、政府が12式地対艦誘導弾能力向上型の潜水艦発射型の開発を検討していると報じられた。
2022年（令和4年）12月16日に閣議決定された防衛力整備計画に、12式地対艦誘導弾能力向上型（地上発射型・艦艇発射型・航空機発射型）の開発・試作を実施・継続することや、発射プラットフォームの更なる多様化やスタンド・オフ・ミサイルの運用能力向上を目的として、潜水艦に搭載可能な垂直ミサイル発射システム（VLS）、輸送機搭載システム等を開発・整備することが明記された。また、陸上自衛隊は12式地対艦誘導弾能力向上型を装備した地対艦ミサイル部隊を保持すること、海上自衛隊は護衛艦（DDG・DD・FFM）等に12式地対艦誘導弾能力向上型等のスタンド・オフ・ミサイルを搭載するほか、水中優勢獲得のための能力強化として、潜水艦（SS）に垂直ミサイル発射システム（VLS）を搭載し、スタンド・オフ・ミサイルを搭載可能とする垂直発射型ミサイル搭載潜水艦の取得を目指し開発すること、航空自衛隊はスタンド・オフ防衛能力の強化の観点から、F-2に12式地対艦誘導弾能力向上型の搭載能力等を付与するため、計2個飛行隊分の能力向上事業を推進することが明記された。
2023年（令和5年）4月11日、防衛省は12式地対艦誘導弾能力向上型（地発型）の量産、12式地対艦誘導弾能力向上型（地発型・艦発型・空発型）の継続開発、潜水艦発射型誘導弾の開発の三菱重工業との契約が成立したことを発表した。
2024年（令和6年）度予算にて、スタンド・オフ・ミサイルの早期配備として、12式地対艦誘導弾能力向上型（地発型）を、更に1年前倒しにして2025年度より配備する旨が発表され、その取得費が盛り込まれた。また空発型を搭載するためのF-2能力向上改修（8機分）の費用も盛り込まれた。
2024年（令和6年）7月12日に公開された令和六年度版の『防衛白書』にて、地上試験に供された本ミサイルの試作品が公開された。
同年12月6日、防衛省は発射試験を初実施したと発表した。10月から11月にかけて5回試験した。
2025年（令和7年）度予算にて、本ミサイルの地発型の地上装置等2セットと艦発型の取得費、また空発型を搭載するためのF-2能力向上改修（8機分）の費用が盛り込まれた。
2025年（令和7年）7月28日の熊本日日新聞の報道によれば、同年度末に第5地対艦ミサイル連隊、2026年度以降第8地対艦ミサイル連隊、将来的には第7地対艦ミサイル連隊への配備を検討しているという。

## 登場作品

### ゲーム
『Modern Warships』
本ゲームの「Yamato aegis」という艦の固定装備に「12式改誘導弾」がある。